# Gilles Floro
Pour les articles homonymes, voir Floro.
 (juin 2014).
Si vous disposez d'ouvrages ou d'articles de référence ou si vous connaissez des sites web de qualité traitant du thème abordé ici, merci de compléter l'article en donnant les références utiles à sa vérifiabilité et en les liant à la section « Notes et références ».
Gilles Floro est un chanteur, auteur et compositeur guadeloupéen né le 18 avril 1964 à Saint-Claude (Guadeloupe) et mort le 22 juin 1999 à Gourbeyre,.

## Biographie
Ses talents s'exercent dès son jeune âge, à quatorze ans. Claviériste à la base, il constitue le groupe JazzPower avec son frère aîné Jean-Claude. Son talent de pianiste l'amène à intégrer différents grands groupes caribéens, certains mythiques : L'express Band, Les Aiglons, Pakala et les Vikings notamment. Il devient, vers le milieu des années 1980, l'un des musiciens de studio les plus sollicités.
Il enregistre son premier disque en solo en 1986 et acquiert la notoriété avec les hits Rêve bleu, A pa Pawol An Lè et Diaman d'Eben. Il enchaîne les albums à succès.
À 35 ans, le chanteur avait déjà huit albums à son actif, dont son dernier au titre prédestiné Sans prévenir. 
Le 22 juin 1999, Gilles Floro tentait d'installer une antenne parabolique sur le toit de sa maison, et il aurait reçu une forte décharge électrique provenant du câble d'alimentation en électricité relié au même support que l'antenne, avant de chuter du toit. Son album posthume intitulé Désolé sort quelques mois plus tard.

## Discographie

### Singles et Clips
- 1987 : A pa pawol en lè
- 1987 : Baby
- 1988 : Diaman dében
- 1989 : On doucè
- 1995 : Viré
- 1995 : Karamel

## Postérité

### Hommage

#### Places, rues, monuments
En 2009, la Maison de la Culture de Gourbeyre est inaugurée et porte le nom de Gilles Floro.

#### Musique
En 2004, plusieurs artistes féminines lui rendend hommage en enregistrant l'album Les kopines à Gilles Floro,. (ASIN B0006J0HBM)
Le 25 août 2019, Kalash rend hommage à deux chanteurs guadeloupéens sur du reggae dont Gilles Floro. La chanson est intitulée Tribute. On peut entendre les morceaux Viré (sorti en 1995 sur l'album Krystall') et Kalin (sorti en 1992 sur l'album Spiritual).
En juin 2021, Jean-Claude Naimro lui rend hommage à travers un clip et en reprenant le titre Bèl Pawol pou en fam, composé par Gilles Floro et Jean-Claude Naimro. Pour cette version inédite, il collabore avec deux autres artistes, Riddla et Staniski.